# Phare d’Eckmühl
Der Phare d’Eckmühl ist ein Leuchtturm auf der Pointe de Saint-Pierre in Penmarc’h im französischen Département Finistère. Der am 17. Oktober 1897 eingeweihte Phare d’Eckmühl ist mit einer Feuerträgerhöhe von 64,7 m und einer Feuerhöhe von 64,8 m einer der höchsten Leuchttürme Europas. Der Turm sichert eine der aufgrund vieler Felsen gefährlichsten Küsten Frankreichs. Die Mauern des Turms sind aus Kersanton-Granit errichtet, und die Innenwand des Treppenhauses ist mit Opalglas-Fliesen belegt. Der Turm ist heute eines der meistbesuchten Bauwerke des Departements Finistère.

## Vorgeschichte

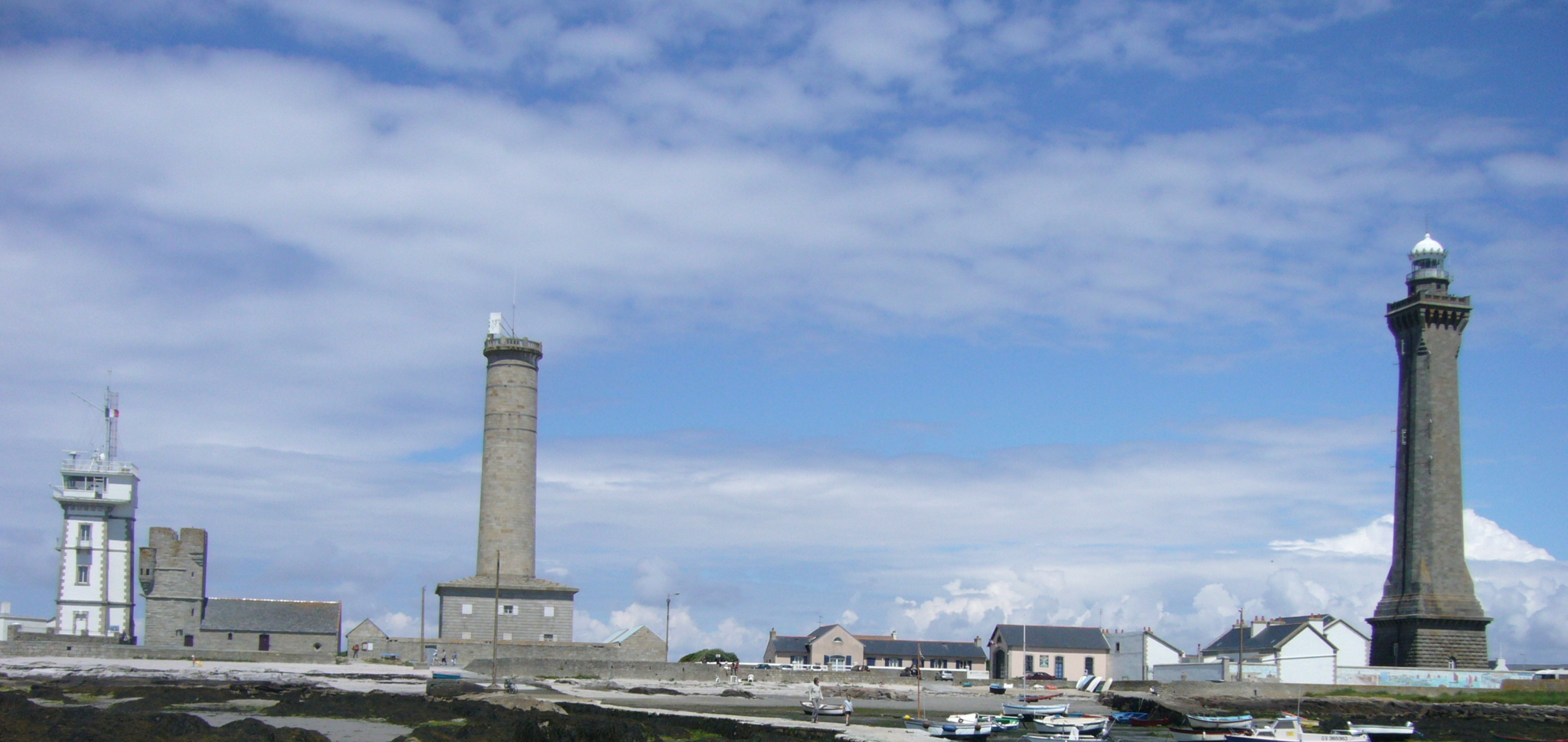
Von links nach rechts: das Leuchtfeuer („Vieille tour“), die Kapelle Saint-Pierre, der Phare de Penmarc’h und der Phare d’Eckmühl

Der Phare d’Eckmühl wurde neben zwei älteren Leuchttürmen im Dorf Saint-Pierre erbaut. Als erstes entstand ein optischer Telegraf (sémaphore), der später als Vieille Tour („Alter Turm“) bezeichnet wurde. 1835 ging die Tour de Penmarc’h als direkter Vorgänger des Phare d’Eckmühl in Betrieb. In einem Gesetz vom 3. April 1882 beschloss der französische Staat die Modernisierung seiner Leuchtsignale an der Küste, und insbesondere den Anschluss der wichtigsten Leuchttürme, darunter der Phare de Penmarc’h, an die Elektrizität. Das neue Beleuchtungskonzept sah eine Höhe von 60 Metern vor. Der Leuchtturm war aber nur 40 m hoch, und es stellte sich als technisch unmöglich heraus, ihn so weit zu erhöhen, wie es für die vorgesehene Reichweite des Leuchtfeuers von durchschnittlich 100 km nötig war. Im Jahr 1890 wurde somit entschieden, einen neuen, 54,20 m hohen Leuchtturm zu erbauen. Am 6. Oktober 1892 wurde das Projekt mit Gesamtkosten von 110.000 Francs beschlossen.

## Eine unerwartete Finanzierung
Am 9. Dezember 1892 ergaben sich durch einen unverhofften Geldsegen Veränderungen an dem Projekt. Die Marquise Adélaïde-Louise d’Eckmühl de Blocqueville bestimmte in ihrem Testament eine Summe von 300.000 Francs zur Errichtung eines Leuchtturmes. Dieser Leuchtturm sollte den Namen d’Eckmühl erhalten, zu Ehren ihres Vaters, des Maréchal Louis-Nicolas Davout, Herzog von Auerstedt, Prinz von Eckmühl. Diesen letzten Titel verdankte er der Schlacht bei Eggmühl, die er nahe dem bayerischen Dorf Eggmühl geschlagen hatte. Die Marquise wollte, dass dieser Name voll trauriger Erinnerung sein Ansehen durch die dank des Leuchtturms geretteten Leben wiederherstellen sollte:

« Les larmes versées par la fatalité des guerres, que je redoute et déteste plus que jamais, seront ainsi rachetées par les vies sauvées de la tempête. »

Sie wünschte zudem, dass dieser Leuchtturm an der bretonischen Küste und an einem Ort, an dem er sicher die Zeiten überstehen würde, errichtet werde. Nach einer Untersuchung beschloss eine Kommission den Standort an der Pointe de Penmarc’h. Um den Wünschen der Stifterin gerecht zu werden, wurde der Pariser Architekt Paul Marbeau hinzugezogen, um die Dekoration des Turms zu gestalten – eine Premiere in der modernen Geschichte der Leuchttürme.

## Bau des Leuchtturms
Dem Leuchtturm stand ein Budget von 600.000 Francs zur Verfügung. Er sollte 122 m östlich des alten Leuchtturms errichtet werden. Die Bauarbeiten begannen im September 1893 und wurden durch das Unternehmen Vabre durchgeführt. Das ehemalige Haus des Leuchtfeuerwärters sowie ein Bildstock wurden im Laufe der Bauarbeiten abgerissen.
Der Sand kam aus Toul ar Stêr, die Bausteine aus Poulgallec, den Kalk, dessen Qualität streng überwacht wurde, bezog man aus Kalköfen in Marans; er wurde erst per Schiff bis Loctudy und von dort mit Karren bis nach Saint-Pierre transportiert. Der Portlandzement wurde aus Boulogne-sur-Mer bezogen. Der Kersanton-Granit schließlich kam aus Brest, wurde dort zunächst in Blöcke geschlagen und dann mit Lastkähnen (frz. gabare) übers Meer bis zum Hafen von Kérity gebracht. Der aus finanziellen Gründen bevorzugte Seetransport war schwierig und zog viele Verzögerungen und Kostensteigerungen nach sich, er hat die Gesamtbauzeit verlängert. Doch auch der Mangel an Arbeitskräften, insbesondere an Maurern und Fliesenlegern trug zu der Verzögerung bei.
Die Mörtelschicht der Fundamente wurde mit Teer überzogen, um das Eindringen der Feuchtigkeit ins Mauerwerk zu verhindern. Den Turm errichtete man mit Hilfe von Baugerüsten. Die Granitblöcke wurden mithilfe eines Dampfmotors nach oben befördert. Die Fliesen, die die Innenwand bedecken, wurden von einem Gerüst aus montiert, das von einer in der Mitte des Turms befindlichen Kette nach oben gezogen wurde.
Die Bauarbeiten wurden von einem schweren Unfall überschattet, als eine Kette an einem Gerüst brach und sieben Arbeiter sich bei einem zehn Meter tiefen Sturz verletzten. Einer von ihnen erblindete durch die Säure, mit der er gerade hantiert hatte.

## Weitere Geschichte des Leuchtturms
Die Einweihung des Leuchtturms, die ursprünglich für den September 1895 vorgesehen war, musste aufgrund verschiedener Verzögerungen während des Baus verschoben werden und fand schließlich von zahlreichen Feierlichkeiten begleitet am 7. Oktober 1897, dem fünften Todestag der Stifterin, statt.
Das hundertjährige Bestehen des Leuchtturms im Jahre 1997 wurde mit dreitägigen Feierlichkeiten begangen.
Heute wird der Leuchtturm vollautomatisch betrieben, die letzten beiden Leuchtturmwärter haben ihren Dienst am 19. Oktober 2007 quittiert, zwei Tage nach dem 110-jährigen Bestehen des Turms. Der Turm ist der Öffentlichkeit zugänglich und ist mit beinahe 58.000 Besuchern (2006) die am meisten besuchte Touristenattraktion des Pays Bigouden und die fünfthäufigst besuchte Attraktion in der ganzen Finistère. 2013 wurde der Rekord für die 'Ersteigung' von 47 Sekunden und 2 Hundertstel von Quentin Thomas aufgestellt. Der Wettkampf findet in der Regel Mitte August statt. 2016 verbesserte Agathe Guillemot ihren eigenen Rekord der Frauen auf 1’10’’64. Den Rekord der Männer hält mittlerweile Maxime Signorino mit 46’’56.

## Architektur
Der Turm steht in einem rechteckigen Hof von etwa 80 m mal 60 m, der von einer Mauer umgeben ist. Die Mauer an der Nordseite, die nicht direkt dem Meer ausgesetzt ist, wurde erst 1924 nach einer Sturmflut errichtet. Im Hof sind auch die Unterkünfte der Wärter und der Maschinenraum untergebracht. Der Boden des Hofs ist mit zwei großen, zueinander symmetrischen Steinbildern von Ankern und fünfzackigen Sternen dekoriert. Das Geländer ist aus polierter Bronze.
Der Leuchtturm ist von unten nach oben wie folgt aufgebaut:
- ein viereckiges Fundament von einem Meter Höhe
- ein Unterbau von 9,43 m
- ein Sockel von 2,96 m
- der Turm von 32,63 m
- ein quadratischer Sims von 6,81 m
- ein Campanile von 4 m
- eine Laterne von 9,50 m

Seine Mauern sind vollständig aus Kersanton-Granit gebaut, und seine Fenster aus geölter französischer Eiche. Um bis hinauf zur Laterne zu gelangen, muss man insgesamt 307 Treppenstufen ersteigen.

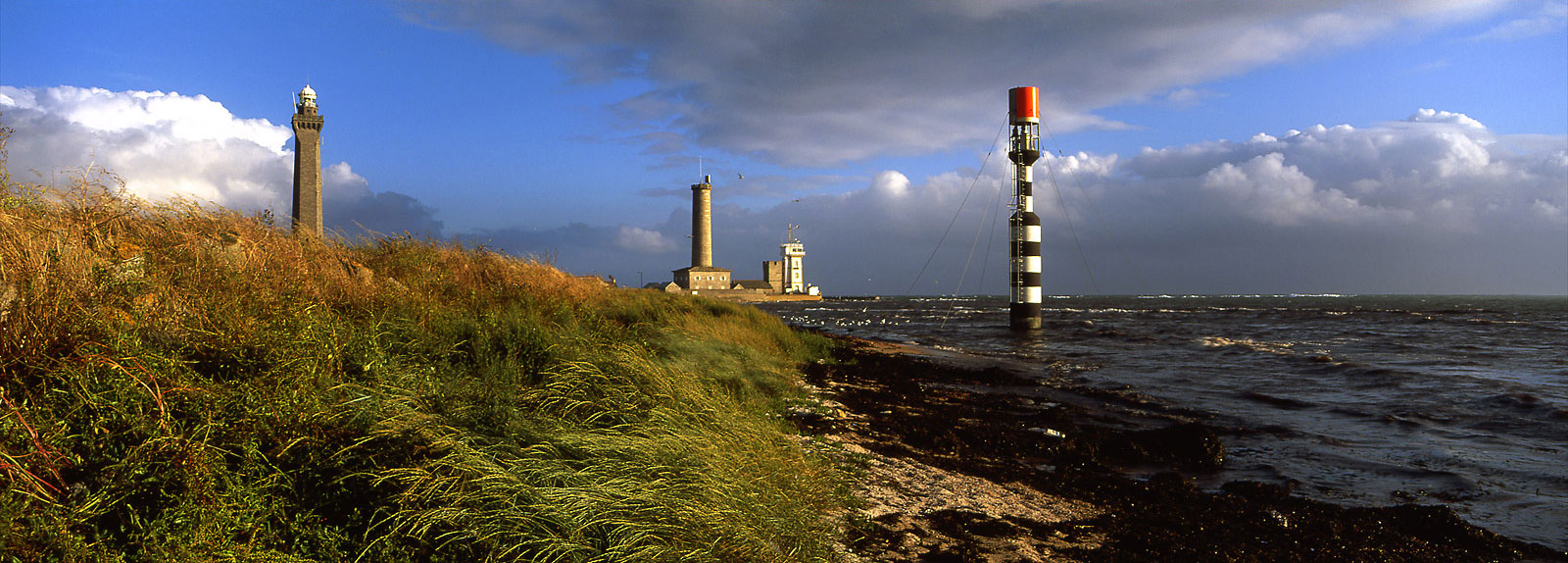
Panorama
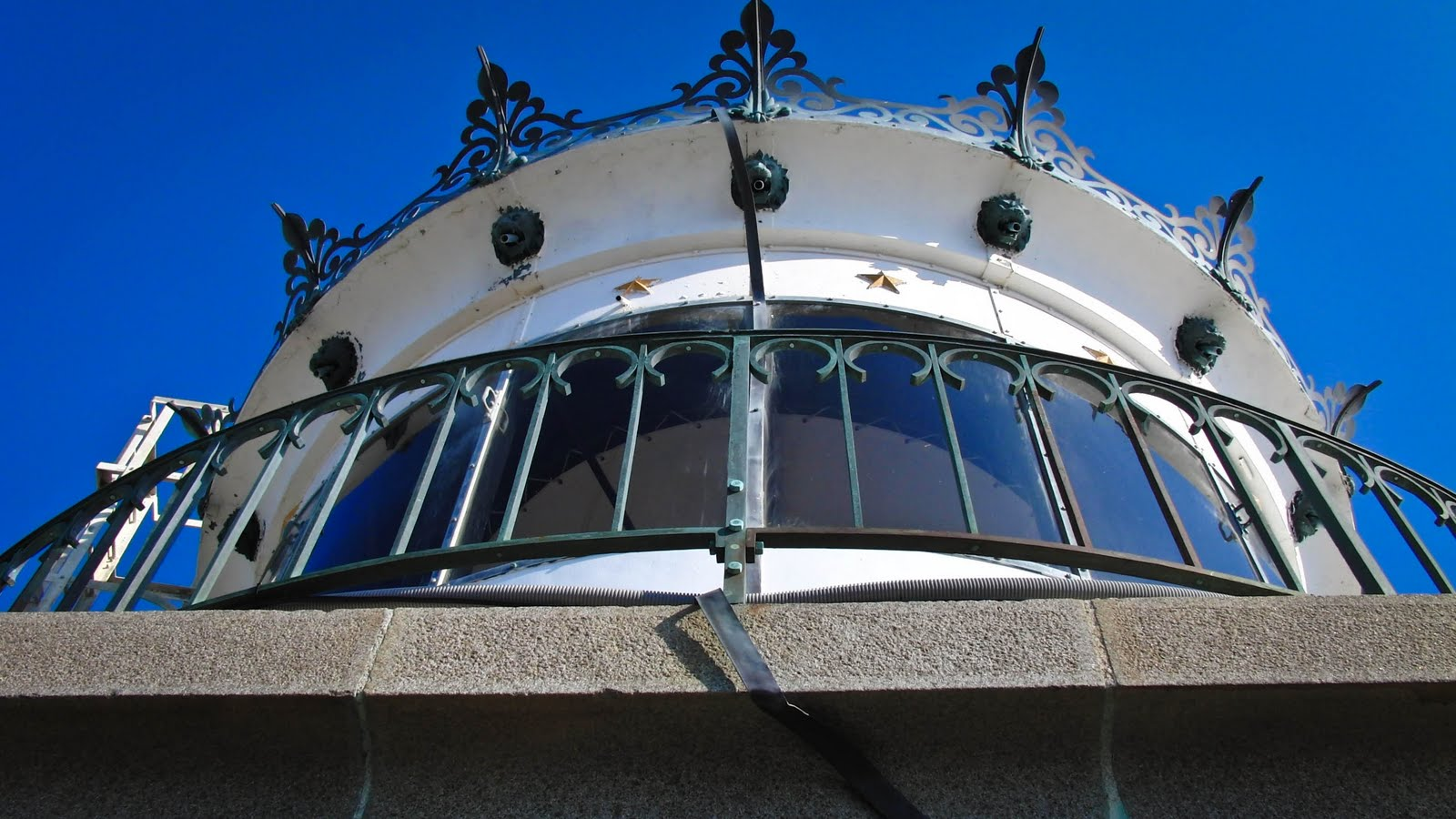
Dachkuppel
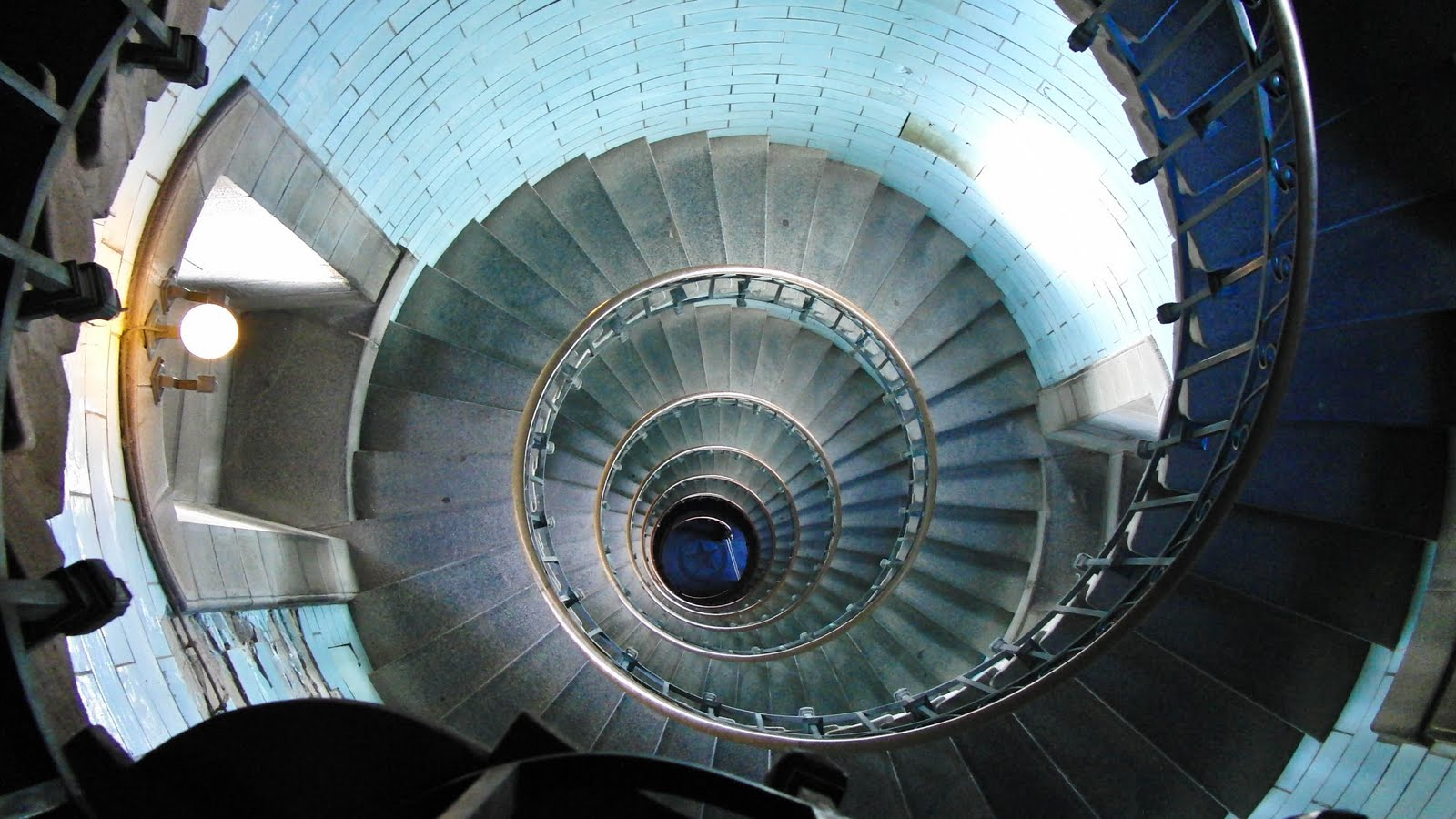
Treppenaufgang im Inneren
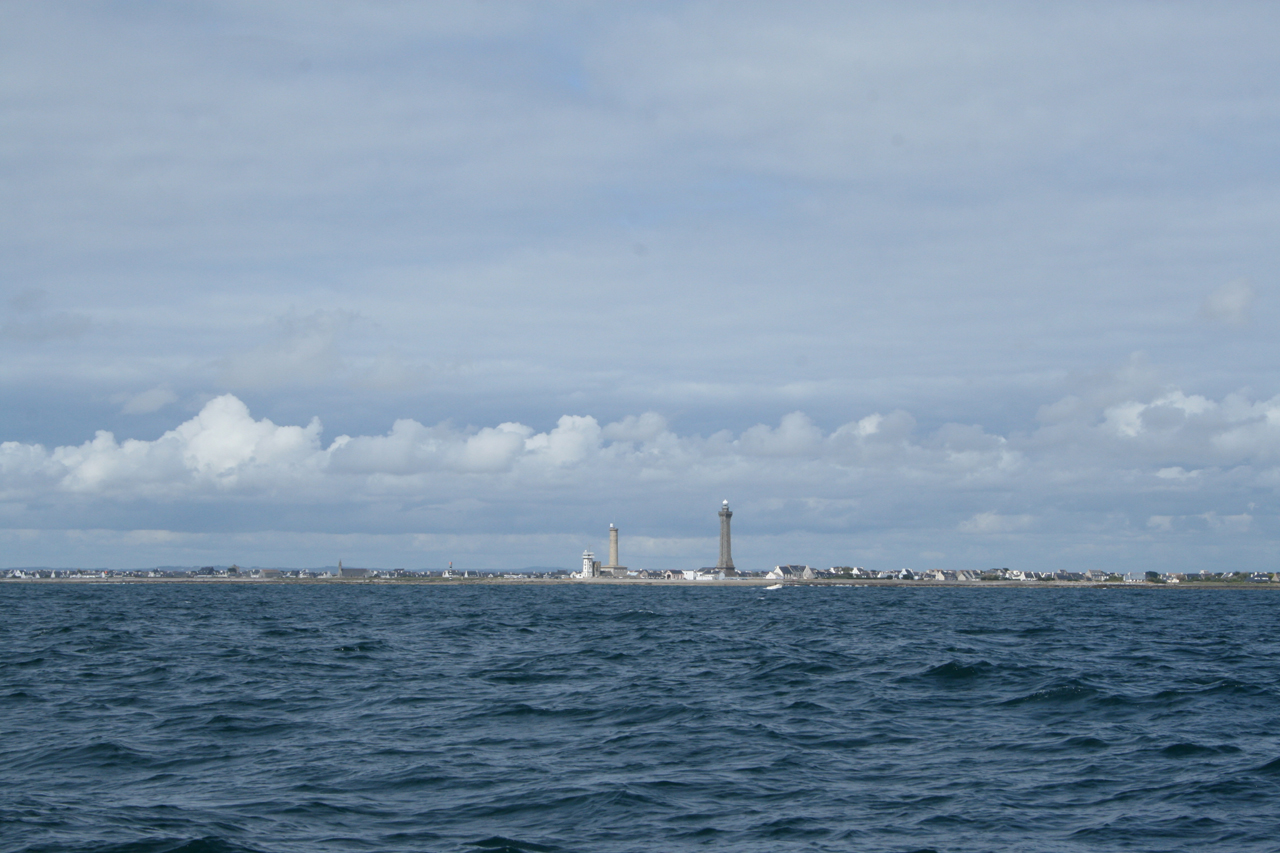
Blick vom Meer
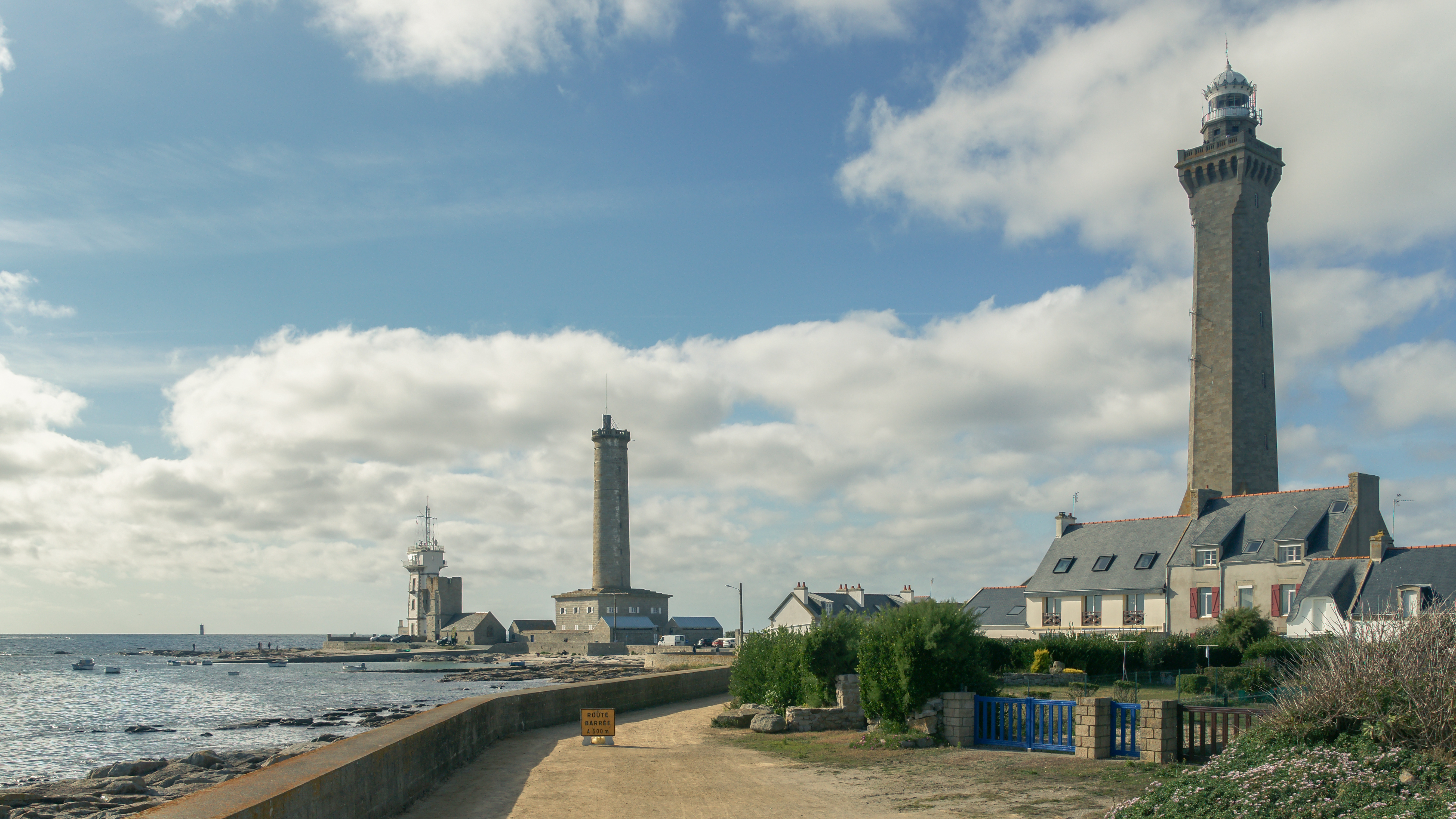
Der Leuchtturm und seine Vorgänger